# My God Is the Sun
Singles de Queens of the Stone Age
Make It Wit Chu
(2007)
My God is the Sun est le premier single issu de l'album ...Like Clockwork du groupe américain Queens of the Stone Age, sorti le 3 juin 2013.
La chanson fut interprétée sur scène pour la première fois le 30 mars 2013, au festival Lollapalooza alors en place au Brésil, et fut ainsi le premier extrait du nouvel album à être rendu public. Cette performance marqua également le retour du groupe sur scène après un an d'enregistrements. Ce concert est la première étape de la tournée promotionnelle de ce nouvel album, après celle visant à promouvoir l'édition anniversaire du premier album éponyme en 2011.
La version officiel du single fut jouée pour la première fois sur BBC Radio 1, le 8 avril.